# Награди „Дарвин“
Вижте пояснителната страница за други значения на Дарвин.
Наградите „Дарвин“ са шеговити награди, които ежегодно се присъждат на „хора, които са направили услуга на човечеството, като сами са се премахнали от генетичния му фонд“.
Наградата се дава най-често на хора, които вследствие собствената си глупост са загубили живота си, но също и на живи хора, загубили само репродуктивните си способности. Наградата е учредена на името на създателя на еволюционната теория Чарлз Дарвин. Въпреки че на темата са издадени книги, от няколко години се отразява и в медиите и дори е заснет филм за наградата. По същество тя е интернет-базиран феномен, като изпращането и номинирането на случки, дискусиите и гласуванията за присъждането ѝ стават на едноименния уебсайт: DarwinAwards.com.

## История
Наградите „Дарвин“ циркулират по верижни електронни писма и дискусии в Usenet-групите от 1985 г. Архивите на Google Usenet пазят две ранни споменавания на наградите: от 7 август 1985 г. – „Vending Machine Tipover“ и от 7 декември 1990 г. – градската легенда за JATO Rocket Car. Тази градска легенда получава широко разпространение в електронната кореспонденция през 1995 – 1997 г. От 1991 г. всяка година се появяват няколко анонимно съставени списъка от случаи, достойни за наградата. Няколко уеб-сайта документират наградите „Дарвин“, но най-известният от тях е DarwinAwards.com на Уенди Норткът, стартирал през 1994 г. Норткът е авторка и на няколко книги, посветени на наградите „Дарвин“.

## Критерии
Наградите се присъждат само в случаите, когато лицето само е причинило смъртта или импотентността си, демонстрирайки върховна глупост или недалновидност. Не се присъждат награди при нещастни случаи и убийства. Критериите за присъждане на наградата са следните:

### Неспособност за възпроизводство
Кандидатите за наградата трябва да са или мъртви, или живи, но неспособни да имат поколение. Тази клауза понякога е предмет на спорове, тъй като кандидатите може вече да имат деца или ако способността за възпроизводство е изгубена поради лошо здравословно състояние и пределна възраст. За да се избегнат спекулации, свързани с оплождане инвитро, изкуствено осеменяване и клониране, оригиналните награди „Дарвин“ прилагат теста с пустинния остров: ако лицето се намира на пустинен остров с фертилно лице от противоположния пол, но е неспособно да създаде потомство, то може да бъде номинирано за наградата. Като цяло, носителите на наградата са или мъртви, или доказано стерилни, или в затвор с доживотна присъда, без възможност да избягат или да бъдат помилвани.

### Изключителност
Кандидатите трябва да са демонстрирали сензационна, изумителна глупост. Тъй като наградата „Дарвин“ е хумористична награда, обстоятелствата около всеки от потенциалните кандидати трябва да бъдат уникални по своята абсурдност, което изключва някои глупави, но все пак често срещани причини за самоубийство по непредпазливост, като например пушене в леглото. Причина за номинация обаче е бил случай, когато пациент е запалил цигара въпреки лекарското предупреждение да не пуши, тъй като е бил намазан с възпламеняем мехлем.

### Самопредлагане
Кандидатите трябва сами да са причинили смъртта или загубата на репродуктивните си способности. Наградата не се присъжда при трагични обстоятелства, довели до смъртта или стерилитета на други хора. Не се признава убийството на приятел с ръчна граната, но се признава причиняването на собствената смърт при създаването в домашни условия на устройство за почистване на комина на основата на граната.

### Зрелост и съзнателност
Кандидатите за наградата „Дарвин“ трябва да са (били) способни на нормална преценка. Те трябва да са (били) психически здрави и преминали възрастта, която по закон е необходима за получаване на шофьорска книжка.

### Възможност за проверка
Обстоятелствата около кандидатите трябва да могат да бъдат удостоверени. Историята трябва да е била документирана от достоверни източници, като статии в уважавани вестници, телевизионни репортажи или отговорни свидетели. Ако за дадена история се открие, че не е истинна, носителят на наградата се дисквалифицира. Особено забавните случаи се прехвърлят към архивите с градски легенди.
Освен действително потвърдените случаи, номинирани за награда „Дарвин“ и градските легенди, сайтът DarwinAwards.com поддържа и раздел „Почетни упоменавания“ на хора, които въпреки застрашителната живота им проява на глупост са оцелели и са запазили репродуктивните си способности.

## Книги и филм
Случки, номинирани и наградени с награди „Дарвин“, са описани в книги на много езици по света. Оригиналните издания са:
- 2000 – Darwin Awards: Evolution in Action („Еволюция в действие“)
- 2001 – Darwin Awards II: Unnatural Selection („Неестествен отбор“)
- 2003 – Darwin Awards III: Survival of the Fittest („Оцеляват най-приспособените“)
- 2006 – Darwin Awards IV: Intelligent Design („Интелигентен дизайн“)

На български език през 2003 година излиза книгата на Уенди Норткът „Награди Дарвин: Клуб на веселите самоубийци“, ИК „Кротал“.
През януари 2006 излиза едноименният американски филм Наградите „Дарвин“, с режисьор Фин Тейлър и в ролите: Уинона Райдър, Дейвид Аркет, Джулиана Маргулис, Крис Пен, Уилмър Валдерама и други.